# Dendrophylliidae
DendrophylliidaeJ.E. Gray, 1847 è una famiglia di madrepore dell'ordine Scleractinia..

## Descrizione
La famiglia comprende sia specie coloniali che solitarie.

## Biologia
La famiglia è composta in gran parte da coralli anermatipici, sprovvisti di zooxantelle, che si nutrono catturando plancton. Queste forme non hanno bisogno di molta luce e possono vivere in profondità. Pochi generi (per esempio Turbinaria, Duncanopsammia), vivono in simbiosi con le zooxantelle, che gli forniscono nutrimento, e si trovano generalmente a profondità minori. Il genere Heteropsammia contiene specie simbionti facoltative, cioè che possono essere dotate di zooxantelle nelle acque poco profonde mentre ne sono prive in quelle più profonde.

## Distribuzione e habitat
La famiglia ha una distribuzione cosmopolita, essendo presente in tutti gli oceani eccetto quello Antartico.
Comprende specie diffuse dal piano intertidale sino a 2165 m di profondità.

## Tassonomia
La famiglia comprende i seguenti generi:
- Astroides Quoy & Gaimard, 1827
- Balanophyllia Wood, 1844
- Balanopsammia Ocana & Brito, 2013
- Bathypsammia Marenzeller, 1907
- Cladopsammia Lacaze-Duthiers, 1897
- Dendrophyllia de Blainville, 1830
- Dichopsammia Song, 1994
- Duncanopsammia Wells, 1936
- Eguchipsammia Cairns, 1994
- Enallopsammia Sismonda, 1871
- Endopachys Milne Edwards & Haime, 1848
- Endopsammia Milne Edwards & Haime, 1848
- Heteropsammia Milne Edwards & Haime, 1848
- Leptopsammia Milne-Edwards & Haime, 1848
- Morabeza Ocaña, Brito & Espinosa, 2019
- Notophyllia Dennant, 1899
- Pourtalopsammia Cairns, 2001
- Rhizopsammia Verrill, 1869
- Thecopsammia Pourtalès, 1868
- Trochopsammia Pourtalès, 1878
- Tubastraea Lesson, 1829
- Turbinaria Oken, 1815

### Alcune specie

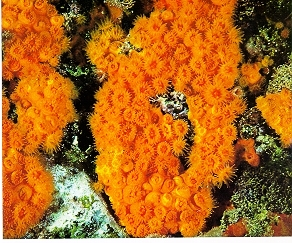
Astroides calycularis
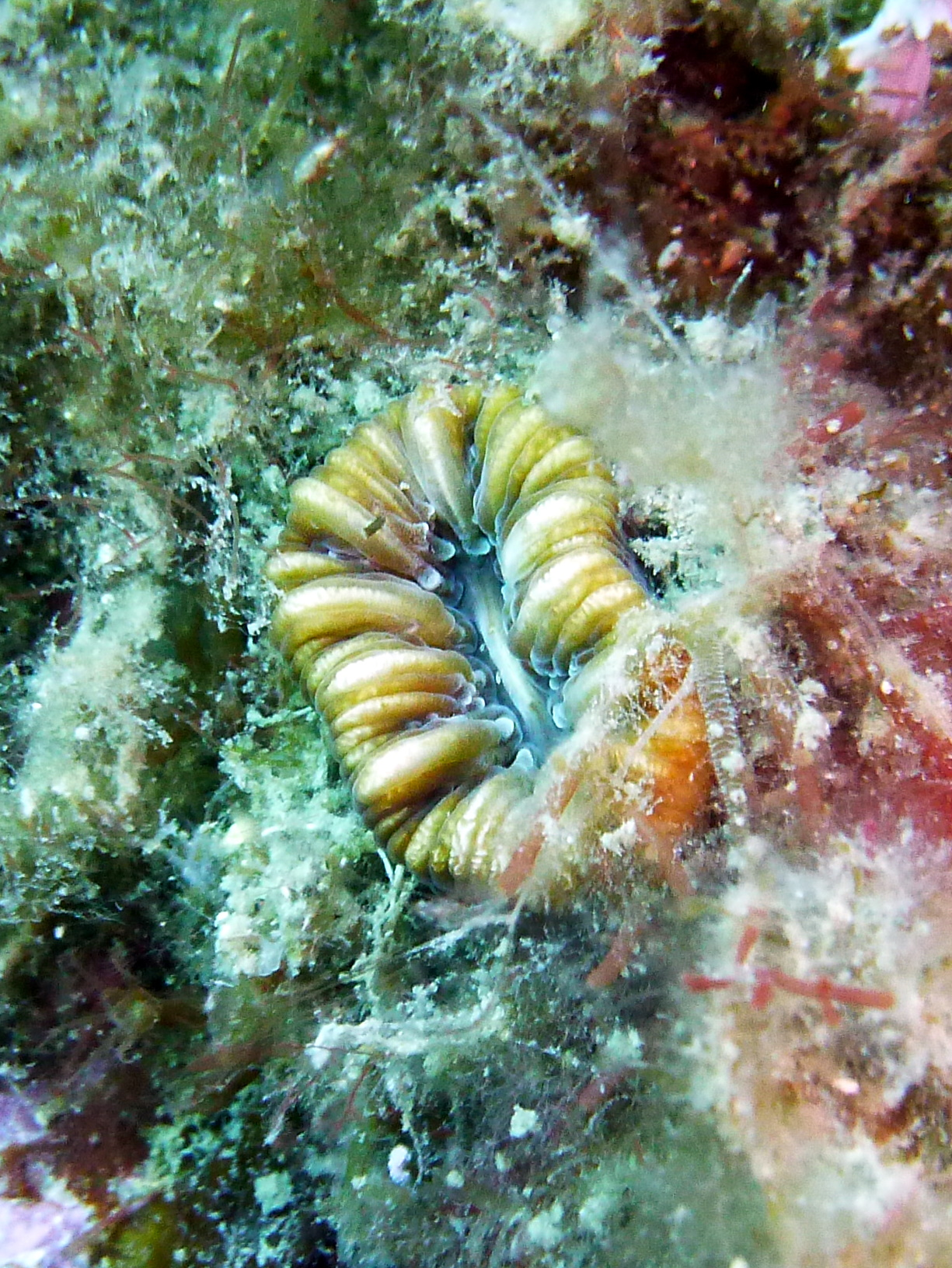
Balanophyllia europaea
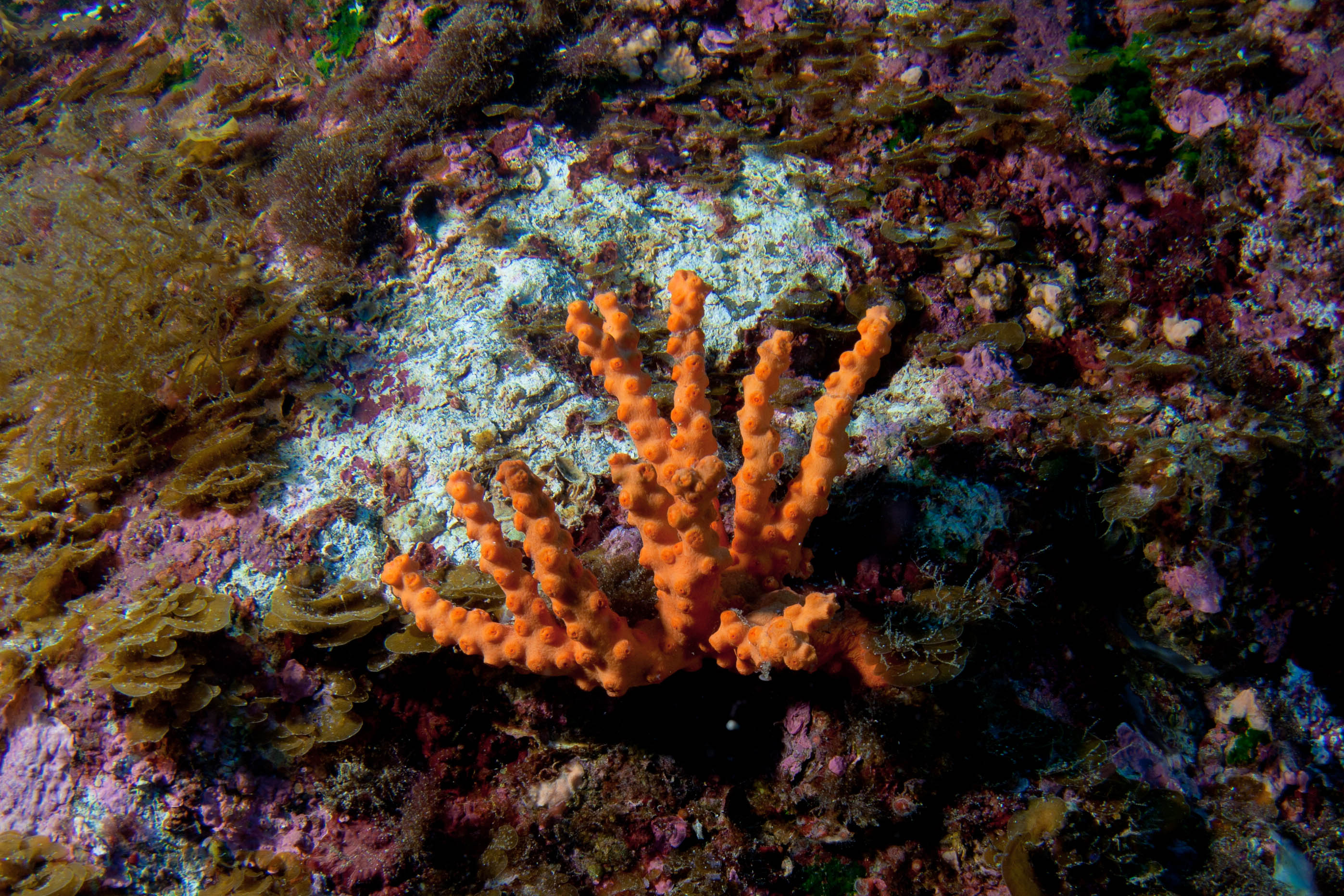
Dendrophyllia cribrosa
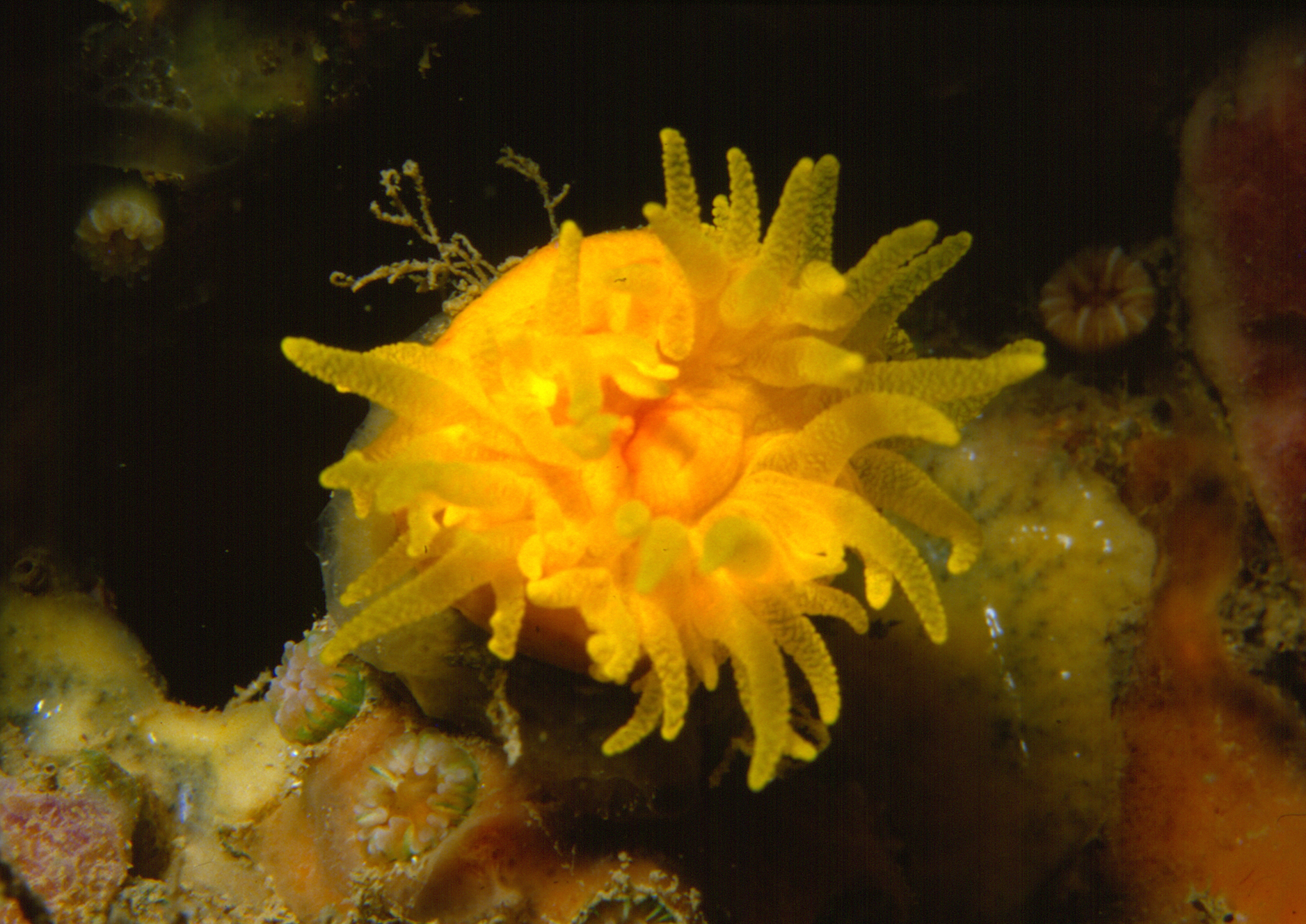
Leptopsammia pruvoti
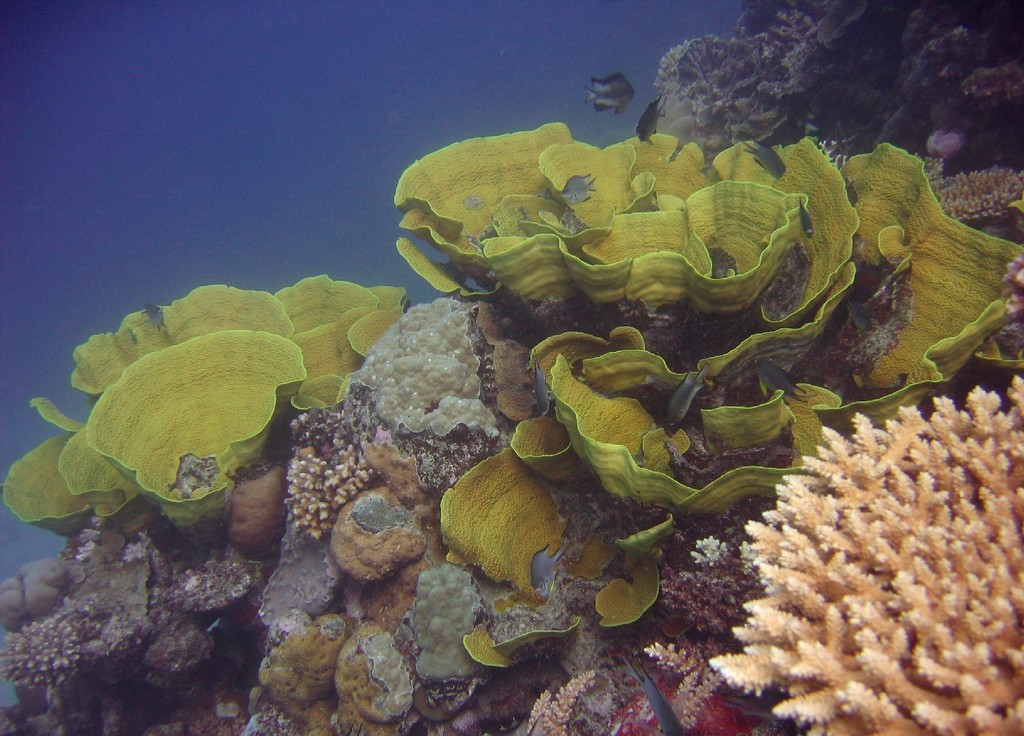
Turbinaria mesenterina